# オイノフュタの戦い
オイノヒュタの戦い（オイノフュタのたたかい、英：Battle of Oenophyta）は第一次ペロポネソス戦争にて紀元前457年にアテナイとボイオティアとの間で戦われた戦闘である。
紀元前457年にボイオティアのタナグラでアテナイとその同盟軍とスパルタとその同盟軍が戦い、両軍共に多数の死者を出したが、戦いは後者の勝利に終わった。しかし、スパルタはこの勝利を活かすことができず、メガラを通って帰国した。
この戦いの62日後、テバイがスパルタの助けを受けてボイオティアを勢力下に置こうと目論んだのに対し、アテナイはミュロニデス率いる軍をボイオティアに送った。アテナイ軍はオイノフュタにてボイオティア軍を破った。
そしてアテナイ軍はタナグラを落としてその城壁を崩し、ロクリスを屈服させて裕福な者100名を人質として受け取り、フォキスを服従させ、テッサリアへも進んだもののファルサロスを屈服させることはできなかったものの、ボイオティアをアテナイの勢力下に置いた。
ディオドロスは「他のそれらの戦い（マラトンの戦いやプラタイアの戦い）は、一部はバルバロイに対して戦われ、その他は同盟者の助けを得ていたが、この戦いはアテナイ人のみの手によって戦いを通して得られたものであり、ギリシア人中最も勇敢な戦士たちによって戦われた」と言い、この戦いでのアテナイ軍の勝利をマラトンの戦いやプラタイアの戦いでの勝利にも劣らぬ偉業だとして賞賛している。しかし、戦いの詳細についての記述は残っていない。
それからアテナイは紀元前448年に反旗を翻したボイオティア軍にその翌年の紀元前447年のコロネイアの戦いで敗れるまでボイオティアを勢力下に置き続けた。

## 註
1. ↑  トゥキュディデス, I. 107-108
2. ↑  ディオドロス, XI. 80
3. ↑  ディオドロス, XI. 81
4. 1 2  トゥキュディデス, I. 108
5. ↑  ディオドロス, XI. 83
6. ↑  ディオドロス, XI. 82-83
7. ↑  ibid, XI. 82